# Абади, Жозеф
Жозе́ф Абади́ (фр. Joseph Louis Irenée Jean Abadie, 15 декабря 1873, Тарб — 24 марта 1946) — французский невролог, описавший симптом Абади.

## Краткая биография
Жозеф Абади родился в 1873 году в Тарбе, департамент Пиренеи Верхние, Франция. Он изучал медицину в Университете Бордо. В 1918 году стал профессором неврологии и психиатрии в Бордо. Он работал над изучением tabes dorsalis и алкоголизма.